# 회전속도
회전속도는 회전하는 물체의 속도이다. 분당 회전수(rpm), 초당 사이클(cps), 초당 라디안(rad/s) 등으로 규정되는 물체의 회전바퀴 수이다.

## 회전속도의 측정
단위시간(單位時間)에 회전하는 수를 회전속도라고 하며, 회전속도의 측정에는 단위시간 동안의 회전수를 세는 방법, 스트로보스코프법(stroboscope 法), 회전속도를 전압 등 다른 양으로 변환해서 연속 측정하는 방법 등이 쓰이고 있다.

## 회전수를 세는 방법
회전축(回轉軸)에 작은 거울을 부착시키고, 축이 1회전할 때마다 거울에서 반사하는 광선을 광전관(光電管)에 받아서 전기적(電氣的)으로 단위시간의 회전수를 세면 회전속도가 측정된다.
단위시간의 회전수를 계산할 때에는 허슬회전계(hustle 回轉計)가 흔히 쓰인다. 회전계 축 끝에 있는 고무 원추부(圓錐部)를 전동기 등 회전하는 축의 중심에 대면 회전이 허슬회전계에 전달된다. 이 상태에서 그대로 회전계의 단추를 누르면 내부의 시계장치가 작동해서 시간 측정을 하여, 일정한 시간에서의 축의 회전이 치차에 의해서 지침(指針)에 전달된다. 지침이 가리키는 회전수를 읽으면 단위시간의 회전수, 즉 회전속도를 알게 된다. 이런 방법은 실험실적인 방법으로서, 회전속도가 정확하게 측정되는 장점이 있다.

## 같이 보기
- 각속도
- 각속도
- 분당 회전수
- 자전 주기